# Diego Viña
Diego Viña, vollständiger Name Diego Matías Viña Ferreira, (* 29. August 1988 in Montevideo) ist ein uruguayischer Fußballspieler.

## Karriere
Der 1,83 Meter große Mittelfeldakteur Viña gehörte zu Beginn seiner Karriere von 2007 bis Ende 2009 dem Kader des Club Atlético Torque an. Anschließend war er anderthalb Jahre für den Huracán Football Club aktiv und bestritt dort in der Saison 2010/11 mindestens 17 Zweitligaspiele (kein Tor). Mitte Juli 2011 wechselte er auf Leihbasis zum Cerro Largo FC, bei dem er in der Apertura 2011 in zwei Partien (kein Tor) der Primera División eingesetzt wurde. Anfang 2011 kehrte er zum Huracán Football Club zurück und traf in der Clausura 2012 bei elf Zweitligaeinsätzen dreimal ins gegnerische Tor. Seit Juli 2013 setzte er seine Karriere bei Villa Teresa fort. Nachdem er dort in den ersten beiden Spielzeiten in insgesamt 40 Spielen der Segunda División aufgelaufen war und dabei drei Treffer erzielt hatte, stieg er zur Saison 2015/16 mit dem Klub in die höchste uruguayische Spielklasse auf. Dort absolvierte er 18 weitere Erstligabegegnungen und schoss ein Tor. Villa Teresa stieg jedoch umgehend wieder ab. In der Saison 2016 absolvierte er bei den Montevideanern dann sechs Partien in der zweithöchsten uruguayischen Spielklasse. Einen Treffer erzielte er nicht.